# Guerquesalles
Guerquesalles är en kommun i departementet Orne i regionen Normandie i nordvästra Frankrike. Kommunen ligger i kantonen Vimoutiers som tillhör arrondissementet Argentan. År 2022 hade Guerquesalles 133 invånare.

## Befolkningsutveckling
Antalet invånare i kommunen Guerquesalles
| Referens: INSEE |